# János Áder

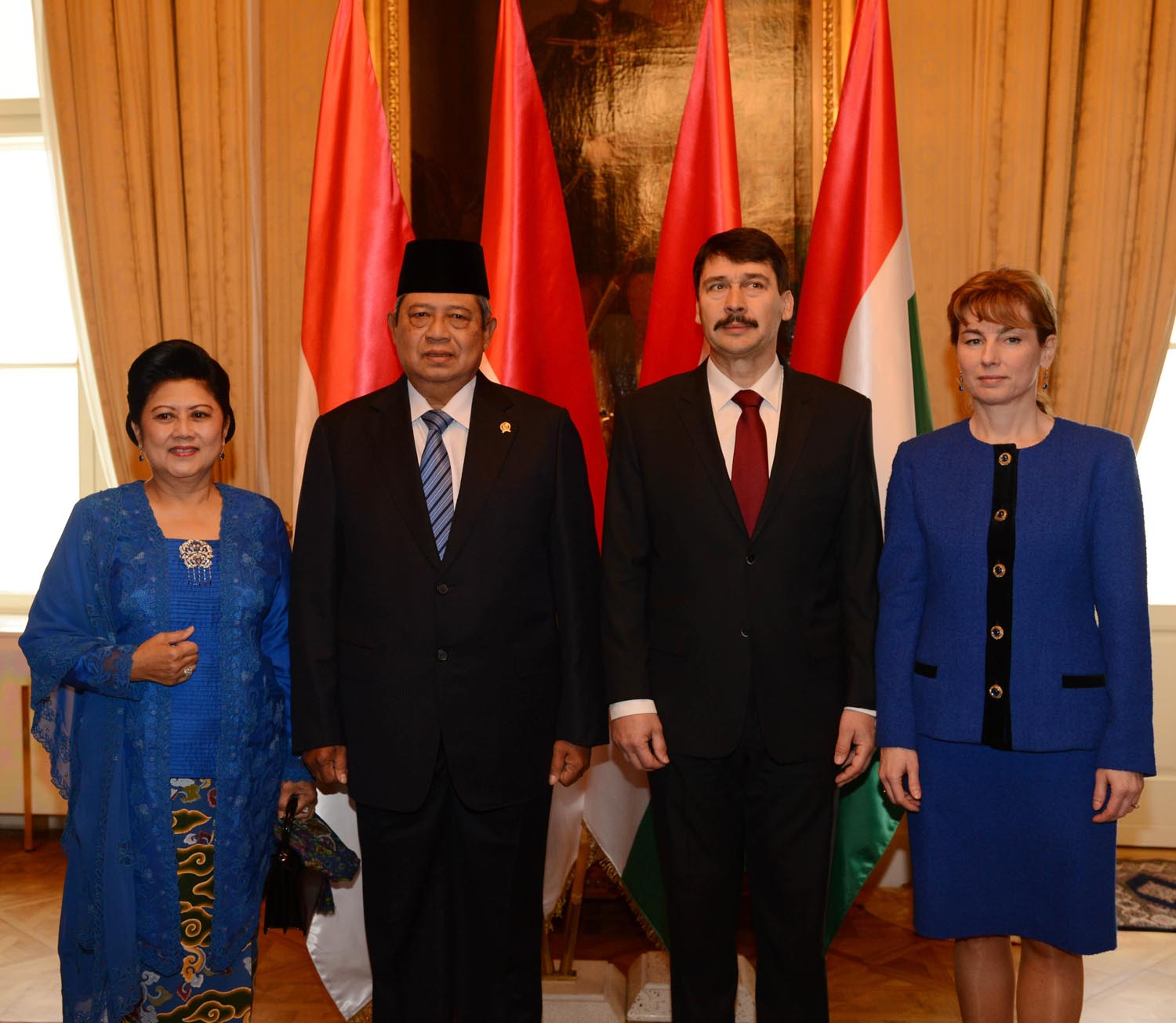
President Indonésie Susilo Bambang Yudhoyono s manželkou Kristiani Herrawati a maďarský prezident Áder János s manželkou Anitou Herczegh (Budapešť, 2013)

János Áder (* 9. května 1959, Csorna) je maďarský právník, politik a bývalý prezident Maďarska. Ve třetím parlamentním cyklu (1998 až 2002) zastával post předsedy Zemského shromáždění. Ve volbách do EP 2009 byl zvolen europoslancem za stranu Fidesz. Po abdikaci Pála Schmitta byl dne 2. května 2012 parlamentem zvolen republikovým prezidentem na první funkční období. Tohoto postu se oficiálně ujal 10. května 2012. Dne 13. března 2017 byl poslanci zvolen i na druhé funkční období, které vypršelo 10. května 2022.

## Životopis
János Áder se narodil ve městě Csorna v župě Győr-Moson-Sopron na západě tehdejší Maďarské lidové republiky. Nejprve vystudoval tamní základní školu, poté byl přijat na Révai Miklós Gimnázium v Győru, kde maturoval v roce 1977. O rok později byl přijat na Univerzitu Loránda Eötvöse fakultu státu a práva, kde roku 1983 úspěšně promoval. V letech 1985 až 1990 pracoval ve výzkumném sociologickém ústavu pro Maďarskou akademii věd (MTA).

### Politická kariéra
V politice se začal János Áder pohybovat ihned od počátku pádu komunismu. V roce 1989 se připojil ke svazu mladých demokratů Fidesz. Spolu s László Kövérem a Viktorem Orbánem se jako zástupce této opoziční strany účastnil jednání u Národního kulatého stolu, kde diskutovala demokratická opozice s komunistickou MSZMP o přechodu k demokratickému státnímu zřízení.
Od prvních svobodných voleb v roce 1990 byl poslancem parlamentu, v každých následujících volbách byl znovuzvolen. Po pro Fidesz vítězných volbách 1998 se stal předsedou Zemského sněmu. Ve funkci vystřídal Zoltána Gála (MSZP). Áder tuto funkci vykonával až do roku 2002, kdy ho po méně úspěšných volbách nahradila Katalin Szili (MSZP).
Po rezignaci Zoltána Pokorniho v roce 2002 převzal Áder funkci předsedy strany Fidesz-MPP, kterou vykonával pouze do následujícího roku, kdy se volbou předsedou strany opět stal Viktor Orbán.
V roce 2007 bylo oznámeno, že János Áder bude kandidovat za svou stranu do Evropského parlamentu. V evropských volbách 2009 byl zvolen, Fidesz získal dokonce 14 křesel, a Áder měl mandát europoslance do roku 2014.

### Prezident

#### První období (2012–2017)
Po rezignaci prezidenta republiky Pála Schmitta kvůli jeho plagiátorské aféře v dubnu 2012 se Áderovo jméno objevilo jako jedno z možných potenciálních kandidátů na post prezidenta. Dne 16. dubna 2012 premiér Viktor Orbán oznámil, že Áder je oficiálním kandidátem vládní strany Fidesz. Jelikož má vládní koalice Fidesz—KDNP od voleb 2010 v parlamentu dvoutřetinovou většinou, byl 2. května 2012 zvolen prezidentem republiky. Úřadu se oficiálně ujal 10. května 2012.

#### Druhé období (2017–2022)
V pondělí 13. března 2017 byl János Áder zvolen prezidentem i na druhé funkční období, které vypršelo 10. května 2022.

## Rodina
Áder je ženatý, jeho manželka Anita Herczegh pracuje jako soudkyně. Její otec Géza Herczegh (1928–2010) se narodil ve Velkých Kapušanech na východním Slovensku a v letech 1993–2003 byl soudcem Mezinárodního soudního dvora v Haagu.
Áderovi mají čtyři děti, tři dcery (Orsolya, Borbála, Julia) a syna (András).